# هاينز بيرنس
هاينز بيرنس (بالألمانية: Heinz Behrens) (30 سبتمبر 1932 - 9 أغسطس 2022)، هو ممثل مسرحي، وممثل أفلام، من ألمانيا، ولد في جلونا غورا.

## وصلات خارجية
- هاينز بيرنس على موقع IMDb (الإنجليزية)
- هاينز بيرنس على موقع ألو سيني (الفرنسية)
- هاينز بيرنس على موقع قاعدة بيانات الأفلام السويدية (السويدية)
- هاينز بيرنس على موقع ديسكوغز (الإنجليزية)
- هاينز بيرنس على موقع قاعدة بيانات الفيلم (الإنجليزية)
- هاينز بيرنس على موقع كينوبويسك (الروسية)